# Michael Otsuka
Michael H. Otsuka, född 1964, är en amerikansk vänster-liberal politisk filosof och professor som tjänstgör vid Institutionen för filosofi, logik och vetenskaplig metod vid London School of Economics sedan 2013. Han är bror till författaren Julie Otsuka.

## Karriär
Otsuka erhöll sin doktor i filosofi i politik från Balliol College, Oxford, via ett Marshall-stipendium, innan dess erhöll han en kandidatexamen i statsvetenskap med en summa cum laude från Yale University vilken han avlade 1986.

## Filosofiskt arbete
Otsuka har skrivit mycket angående politisk filosofi, rörande ämnen som jämlikhet, kontraktualism och vänster-libertarianism. Otsuka är en förespråkare av reellt samtycke och därav i opposition till gängse regeringsformer, då han anser att sådana system är olämpliga. Han har också publicerat artiklar i normativ etik, angående etiken kring att skada, och rädda från skada.